# Messier 108
A Messier 108 (más néven M108 vagy NGC 3556) egy éléről látszó spirálgalaxis az Ursa Major (Nagy Medve) csillagképben.

## Felfedezése
Az M108 galaxist Pierre Méchain fedezte fel 1781. március 27-én. A Messier-katalógushoz Owen Gingerich adta hozzá 1953-ban.

## Tudományos adatok
Egy II típusú szupernóvát figyeltek meg eddig galaxisban 1969. január 23-án (SN 1969B). Az M108 galaxis 699 km/s sebességgel távolodik tőlünk.